# Alexander Shnaider
Alexander „Alex“ Shnaider (* 1968 in Czernowitz, Ukrainische Sozialistische Sowjetrepublik, Sowjetunion) ist ein kanadischer Geschäftsmann und Milliardär. Er ist Direktor der Midland Group, mit der er 2006 das Formel-1-Team Midland F1 Racing betrieb. Zeitweilig besaß er auch den israelischen Fußballclub Maccabi Tel Aviv.

## Leben

### Privates
Shnaider wurde 1968 in Czernowitz in der zu diesem Zeitpunkt zur Sowjetunion gehörenden Ukraine geboren. Im Alter von vier Jahren wanderten er und seine Familie nach Israel aus und mit dreizehn Jahren über die Ukraine weiter nach Kanada. Dort studierte Shnaider an der York University und schloss mit dem Bachelor of Arts und Science ab. Während seiner Collegezeit handelte er mit Textilien und Elektronik. Mit 25 gründete er ein Stahlhandelsunternehmen in Belgien. Als in den 1990er Jahren die Staatsbetriebe in der Ukraine privatisiert wurden, erwarb er den Stahlhersteller Saporischstal. Shnaider unterhielt auch mehrmals geschäftliche Kontakte mit Donald Trump.
Alexander Shnaider ist verheiratet und hat drei Kinder. Er verdient sein Geld in der verarbeitenden Industrie und lebt in Toronto.

### Engagement in der Formel 1
Alex Shnaider kaufte im Januar 2005 das finanziell angeschlagene Jordan-Team von Eddie Jordan und benannte es für die Saison 2006 in Midland F1 Racing um. So vermied er den kompletten Neuaufbau und die Einschreibungsgebühr in Höhe von 48 Millionen Dollar.
Alex Shnaider hatte zuvor für die Saison 2006 durch eine Partnerschaft mit Dallara geplant, die Rennwagen in Italien und nicht im alten Jordan-Werk in England (Silverstone, Northamptonshire) produzieren zu lassen, was durch den Kauf des Jordan-Rennstalls hinfällig wurde. Im September 2006 verkaufte Shnaider seinen Rennstall an den niederländischen Autohersteller Spyker, der 2007 sein eigenes Formel-1-Team mit dem Namen Spyker F1 an den Start schickte.

### Fußball
Ab Anfang 2008 besaß Shnaider den israelischen Fußballclub Maccabi Tel Aviv. Er verkaufte diesen aber bereits im August 2009 weiter an Mitchell Goldhar.